# Jürgen von Beckerath
Pour les articles homonymes, voir Von Beckerath.
Jürgen von Beckerath, né le 19 février 1920 à Hanovre (Allemagne) et mort le 26 juin 2016 à Schlehdorf (Allemagne) est un égyptologue allemand.
Ses années d'études lui ont été dispensées à Höchst, un quartier de l'ouest de Francfort-sur-le-Main.

## Publications
- Tanis und Theben, historische Grundlagen der Ramessidenzeit in Ägypten, no 16, Ägyptologische Forschungen, J.J. Glückstadt, 1951 ;
- Untersuchungen zur politischen Geschichte der zweiten Zwischenzeit in Ägypten, Glückstadt, 1964 ;
- Untersuchungen zur politischen Geschichte der Zweiten Zwischenzeit in Ägypten, Munchen-Berlin, 1965 ;
- Chronologie des ägyptischen Neuen Reiches, Hildesheim, Hildesheimer Ägyptologische Beiträge, 1994 [détail des éditions] ;
- Chronologie des pharaonischen Ägypten. Die Zeitbestimmung der ägyptischen Geschichte von der Vorzeit bis 332 v. Chr., Münchner Ägyptologische Studien, Bd. 46. Éditions Philipp von Zabern, Mainz, 1997,  (ISBN 3-8053-2310-7) ;
- Dictionnaire encyclopédique de l'Ancienne Égypte [« Handbuch der altägyptischen Königsnamen »] [détail des éditions].